# 大製騙家
《大制骗家》（英語：Bowfinger）是一部1999年美国剧情片喜剧电影，由史蒂夫·马丁、黑人谐星艾迪·墨菲、女星海瑟·葛拉罕主演，发行于1999年8月13日，票房收入共9800万美元。这部电影描绘了好莱坞一个穷困潦倒的制片人，想要用不知道自己出现在电影中的影星拍一部小预算电影。电影曝露出美国电影界不为外界所知的事迹，以嘲弄手法演出呈现。
《大制骗家》於 1999 年 8 月 13 日在美國上映，獲得好評，票房收入9800 萬美元。這部電影被許多人認為是史蒂夫·馬丁和艾迪·墨菲最好且最被低估的電影之一。